# Jan Petránek
Jan Petránek (Praga, Imperio Austrohúngaro, 28 de diciembre de 1931- Ibidem., República Checa, 10 de noviembre de 2018) fue un periodista, comentarista y disidente checo durante la era comunista de Checoslovaquia. Fue signatario de la Carta 77.

## Biografía
Petránek trabajó como periodista en la Radio pública checoslovaca entre 1951 y 1969. Su compromiso con la Primavera de Praga le costó el puesto, tras la invasión de Checoslovaquia  por el Pacto de Varsovia en 1968. Pese a ser despedido por la administración de la radio checa poco tiempo después de la invasión, pudo reanudar las transmisiones radiofónicas independientes y clandestinas durante el período de "normalización" del país. Dicha "normalización" consistió en una caza de brujas desatada por las autoridades comunistas contra los que se manifestaron en contra de la invasión soviética del país.
A fines de la década de los ochenta, Petránek se involucró con la publicación del periódico Lidové noviny, que había sido prohibido por el gobierno comunista desde la década de 1950.
Petránek se convirtió en el editor de la revista Lidové una vez que el periódico se legalizó tras la Revolución de terciopelo. También fue contratado nuevamente por la radio checa después de la caída del comunismo en 1989.

## Premios
- Medalla al Mérito, otorgada por el presidente de la República Checa Miloš Zeman (2015)[3]